# Simon B. Buckner junior

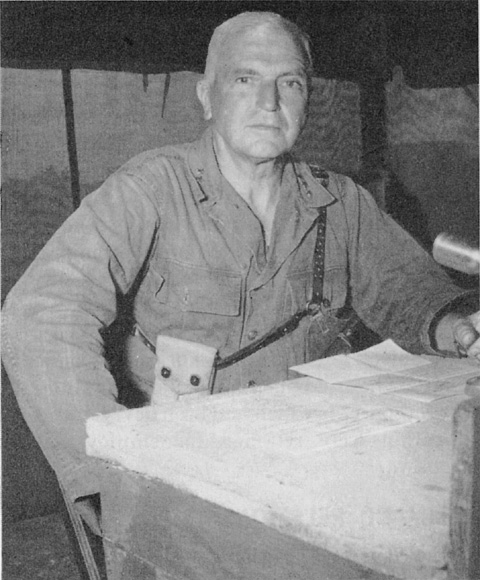
General Simon Bolivar Buckner, Jr.

Simon Bolivar „The Bull“ Buckner, Junior (* 18. Juli 1886 in Munfordville, Kentucky; † 18. Juni 1945 auf Okinawa) war ein General der US Army und diente am pazifischen Kriegsschauplatz des Zweiten Weltkrieges. Er gilt neben Lesley J. McNair, der am 25. Juli 1944 in der Normandie durch Friendly Fire starb, als der ranghöchste US-amerikanische Offizier, der bei Kampfhandlungen in diesem Krieg ums Leben kam.

## Leben

### Frühe Jahre und Erster Weltkrieg
Simon B. Buckner Junior kam am 18. Juli 1886 auf der Familienfarm „Glen Lily“ in der Nähe von Munfordville im US-Bundesstaat Kentucky zur Welt. Sein Vater war Simon Bolivar Buckner, Sr. ein General der Konföderierten während des Amerikanischen Bürgerkrieges und Gouverneur von Kentucky. Er besuchte das Virginia Military Institute in Lexington, Virginia und erhielt vom US-Präsidenten Theodore Roosevelt ein Stipendium für die US Military Academy in West Point im US-Bundesstaat New York, welche er 1908 abschloss.
Die folgenden Jahre bis zum Ausbruch des Ersten Weltkriegs und dem US-amerikanischen Kriegseintritt im Jahre 1917, verbrachte Buckner auf den Philippinen, wo er seinen beiden Hobbys der Jagd und des Angelns nachgehen konnte. Während der Kriegsjahre diente er als Temporary Major und schulte angehende Flugschüler in Disziplin. Er sollte in keine einzige Kampfhandlung dieses Krieges verwickelt werden.

### Zwischenkriegszeit
Von 1919 bis 1923 war er Ausbilder in West Point, gefolgt von einem Studienlehrgang am Command and General Staff College der US Army in Fort Leavenworth, Kansas, welches er 1925 als „hervorragender Student“ abschloss. Danach diente Buckner als Ausbilder an der General Service Schools in Fort Leavenworth, als Erster Offizier am US Army War College in Carlisle, Pennsylvania und nochmals als Ausbilder in West Point. Letzteres Engagement auf der US Military Academy befähigte Buckner sogar zum Commandant of Cadets in den Jahren 1933 bis 1936.
Seine Lehrtätigkeit blieb den Kadetten als hart, aber doch herzlich in Erinnerung. So soll er alle Rasierwasser-Flaschen mit den Worten „If you're going to be a man, you've got to smell like a man“ (dt.: „Wenn ihr Männer werden wollt, dann müsst ihr auch wie Männer riechen!“) beschlagnahmt haben. Buckners Hartnäckigkeit in Bezug auf seine teilweise unkonventionellen Ausbildungsmethoden beflügelte einen besorgten Elternteil zu folgender Aussage: „Buckner forgets that cadets are born, not quarried.“ (dt.: „Buckner vergisst, dass Kadetten geboren werden und nicht gebrochen!“).
1940 wurde Buckner zum Brigadier General befördert und nach Alaska versetzt, wo er Kommandierender Offizier des Alaska Defense Command wurde.

### Zweiter Weltkrieg

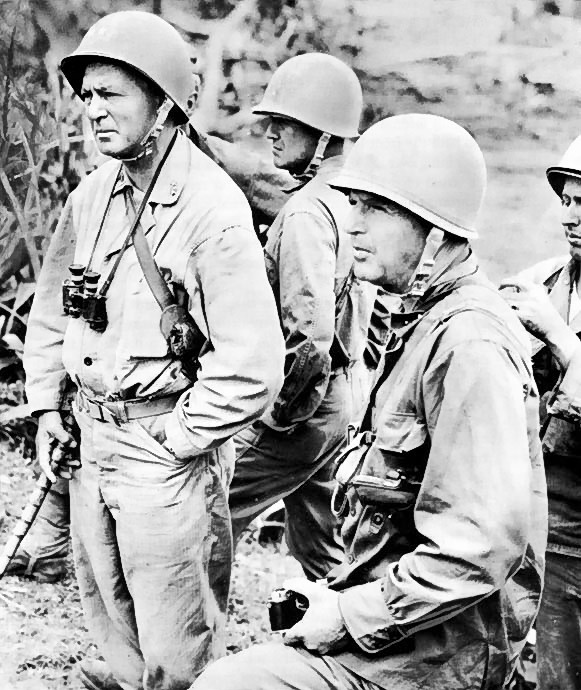
LTG Simon B. Buckner, Jr. (2. v. r.) mit MG Lemuel Shepherd (links), Kommandeur der 6th Marine Division, während der Schlacht um Okinawa

Mit dem japanischen Angriff auf Pearl Harbor am 7. Dezember 1941 und dem damit verursachten Kriegseintritt der Vereinigten Staaten blieb es anfänglich ruhig auf dem nördlichen Frontabschnitt. Die Lage änderte sich erst Anfang Juni 1942, als die Japaner Dutch Harbor als Ablenkung für die wichtigeren Midway-Operationen angriffen. Zeitgleich mit diesem Schachzug eroberten sie die westlichen Aleuten-Inseln Attu und Kiska, die im Zuge der ab Mai 1943 startenden Operation Landcrab zurückerobert wurden.
Während dieser Zeit wurden Buckner häufig afro-amerikanische Truppen unterstellt. Als Südstaatler und bekennender Rassist war er immer gegen diese Befehle. So befürchtete der nunmehrige Major General die Kreuzung mit der einheimischen Bevölkerung, sodass „die hässlichste Rasse entstehen würde, die die Welt je gesehen haben wird“ (en.: „the ugliest race the world has ever seen.“).
Nach Ende der Kämpfe wurde Major General Buckner im August desselben Jahres nach Hawaii beordert, um die 10. US-Armee aufzubauen. Mit der am 1. April 1945 beginnenden Schlacht um Okinawa erlebte seine gut durchtrainierte 10. Armee die Feuertaufe. Lieutenant General Buckner hatte die Angewohnheit sich ständig an vorderster Front aufzuhalten, um sich ein eigenes Bild von den Kampfhandlungen zu verschaffen und um seine Soldaten zu ermutigen. Der gestiegenen Lebensgefahr bewusst, konnte er es sich nicht nehmen lassen, weshalb er von seinen Untergebenen den Spitznamen „The Bull“ bekam. Diese Angewohnheit sollte ihn jedoch das Leben kosten.

### Tod

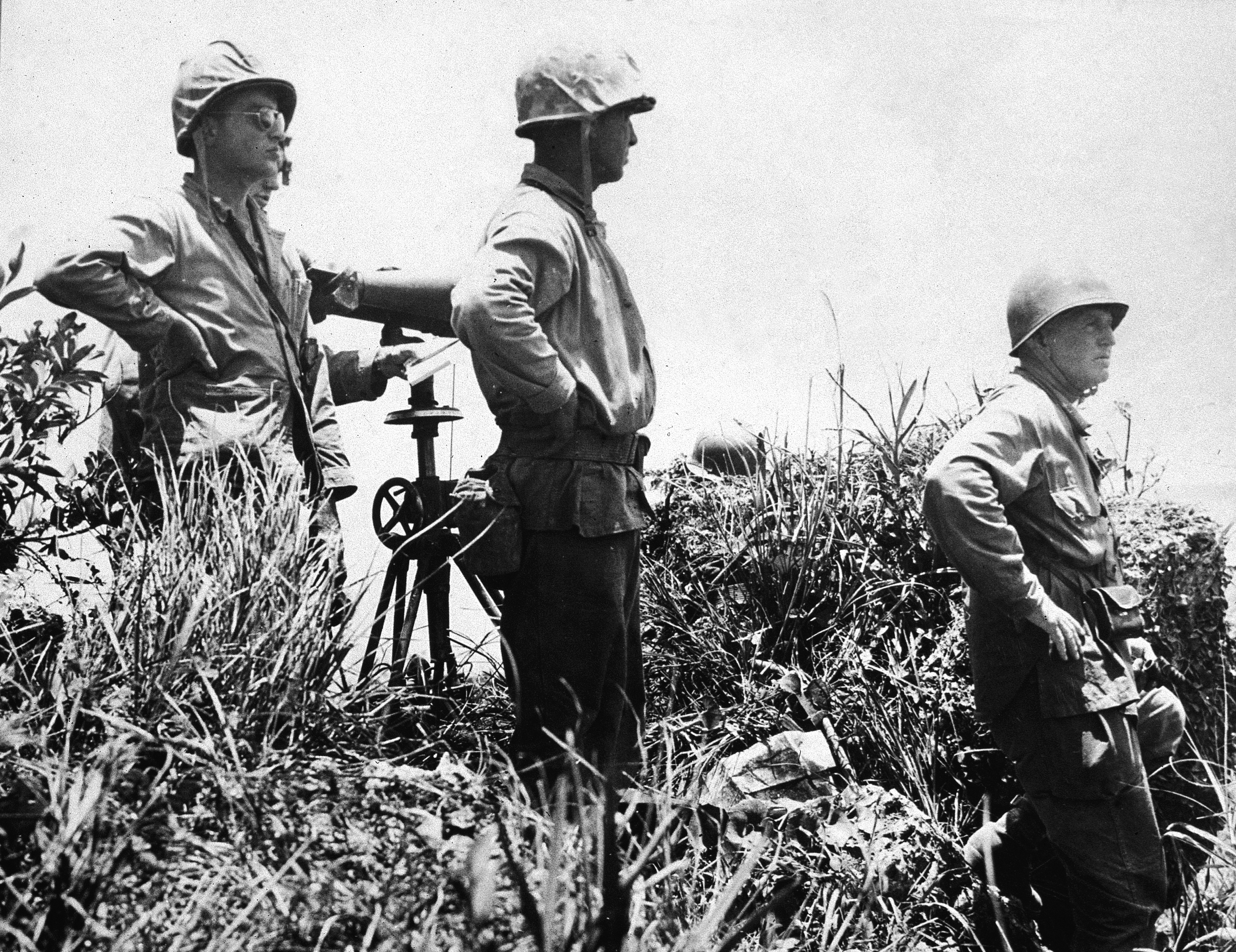
Simon B. Buckner, Jr. (rechts) auf einem Beobachtungsposten des 8. US-Marineregimentes am 18. Juni 1945 (Dies ist das letzte Foto, das Buckner lebend zeigt).

Am 18. Juni 1945 begab sich Buckner zu einem Beobachtungsposten des 8. US-Marineregimentes, der 1. US-Marinedivision unter Major General Pedro del Valle. Plötzlich schlug eine japanische Artilleriegranate in den Unterstand ein, die Buckner sofort tötete, den mitanwesenden Kommandeur des 8. Regimentes, Colonel William J. Wallace, aber nur leicht verwundete. Sein Interimsnachfolger als Kommandeur der Armee wurde Roy S. Geiger vom US Marine Corps, bevor Joseph Stilwell eintraf.
Buckners Leichnam wurde zuerst am Tenth Army Cemetery auf Okinawa beigesetzt, bevor er neben seinem Vater am Frankfort Cemetery in Frankfort, Kentucky seine letzte Ruhe fand. Er hinterließ seine Frau Adele Blanc († 1988).
Mit Beschluss des Kongresses der Vereinigten Staaten vom 19. Juli 1954, wurde Buckner postum zum General befördert.

## Auszeichnungen
Auswahl der Dekorationen, sortiert in Anlehnung der Order of Precedence of Military Awards:
- Distinguished Service Cross
- Army Distinguished Service Medal
- Navy Distinguished Service Medal
- Purple Heart